# Ménerbes
Ménerbes è un comune francese di 1 159 abitanti situato nel dipartimento della Vaucluse della regione della Provenza-Alpi-Costa Azzurra.

## Geografia fisica
Ménerbes, considerato come uno dei paesi più belli di Francia è costruito su uno sperone roccioso del Luberon, tra Oppède a ovest e Lacoste a est.

## Storia
Il Dolmen della Pichouno, uno dei due dolmen di Vaucluse, dimostra che Ménerbes era abitata nei tempi preistorici. Degli scavi hanno permesso di scoprire vestigia di ville romane ai piedi del paese.
Due porte d'entrata, Saint-Sauveur e Notre-Dame, una imponente cittadella costruita a partire dal XII secolo e numerosi sotterranei testimoniano l'attività nel borgo nel Medioevo.
Durante le Guerre di religione Ménerbes si distingue come centro importante del protestantesimo,  assediato dalle forze cattoliche reali.
Ménerbes è stata capoluogo del cantone durante la Rivoluzione (dal 1790 all'8 Piovoso anno IX (28 gennaio 1801)

## Località e monumenti
1. Un piccolo castello (le Castelet) costruito sulle rovine di un'antica fortezza.
2. Una chiesa riccamente decorata del XIV secolo.
3. Una guglia e il campanile.
4. Una cappella Saint-Blaise del XVIII secolo.
5. Belle dimore del Medioevo e del Rinascimento.
6. Ai piedi del paese un curioso museo di cavatappi.
7. Non lontano, l'abbazia di Saint-Hilaire, classificata monumento storico, è un antico priorato dove San Luigi si fermò al ritorno della crociata.

## Società

### Evoluzione demografica
Abitanti censiti

## Immagini di Ménerbes

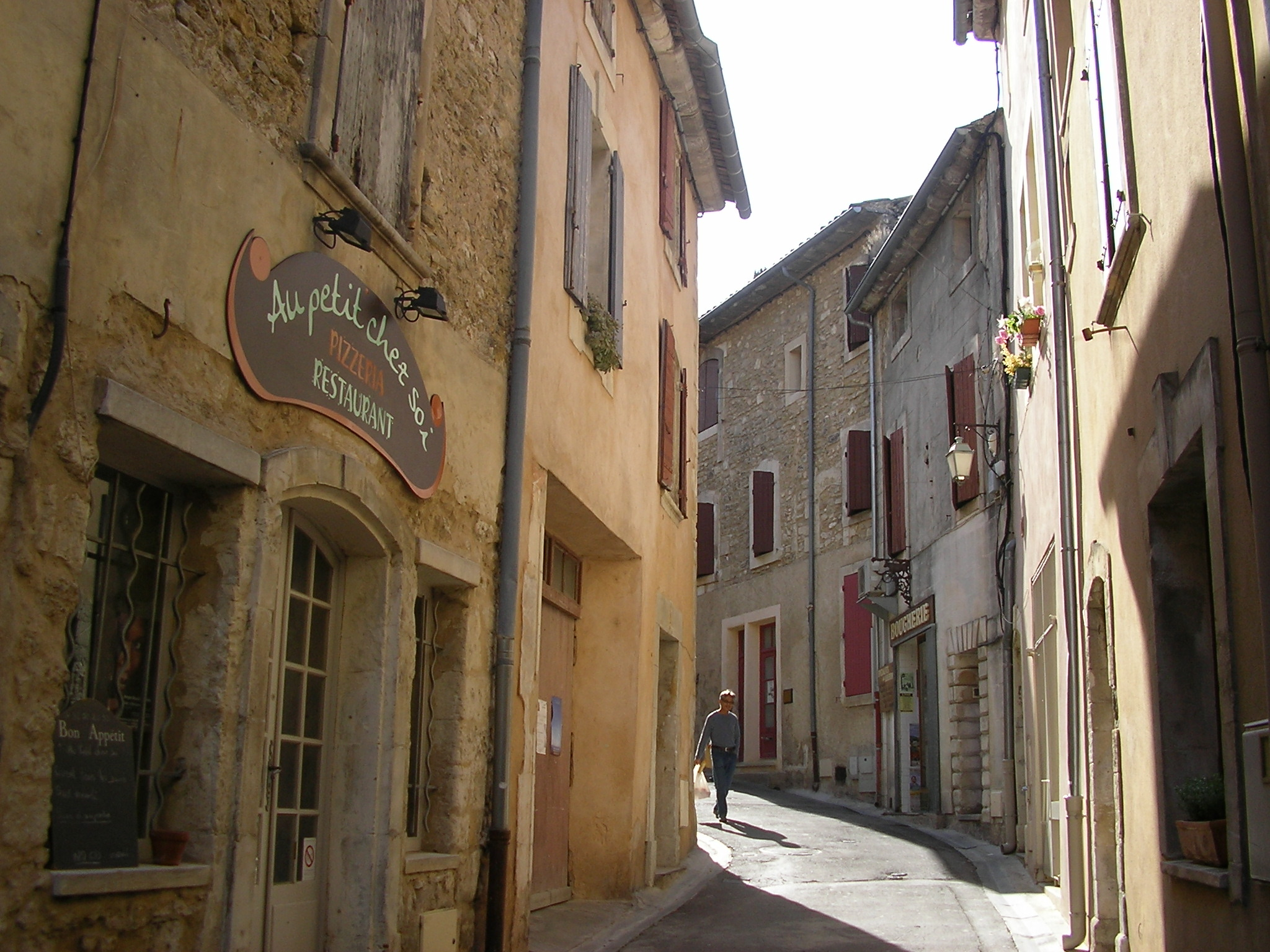
La via centrale di Ménerbes
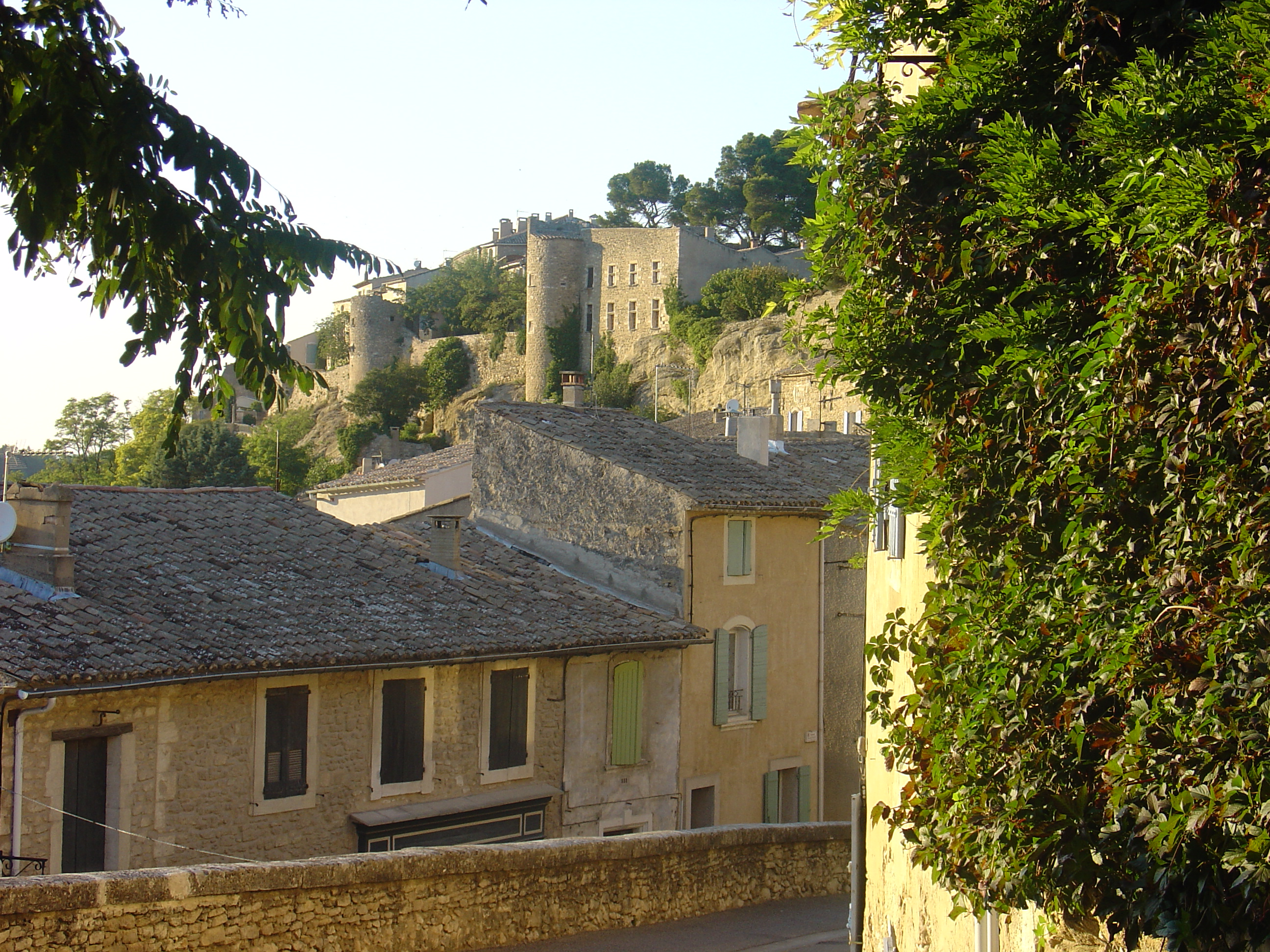
Il castello che domina Ménerbes
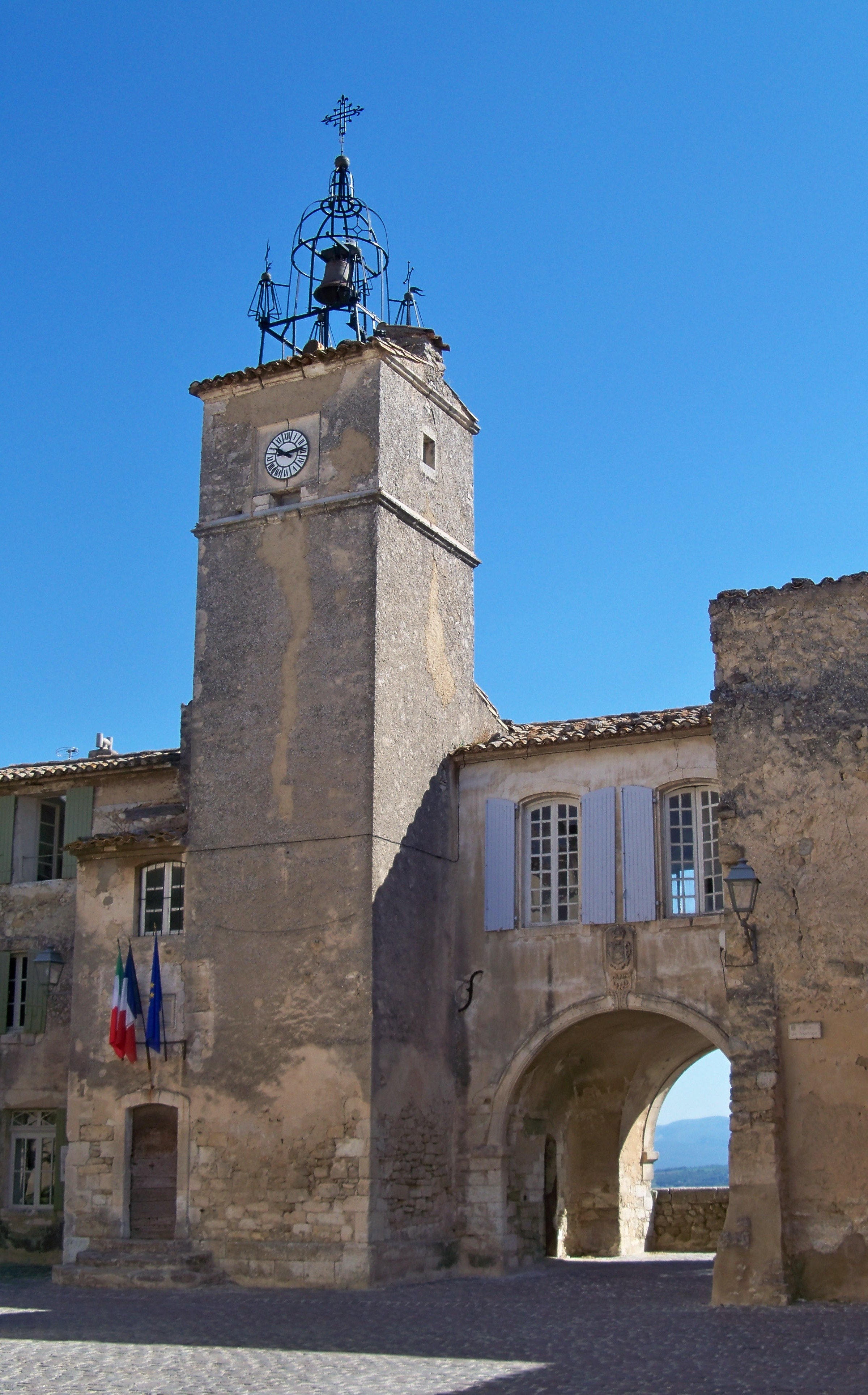
Il battifredo di Ménerbes
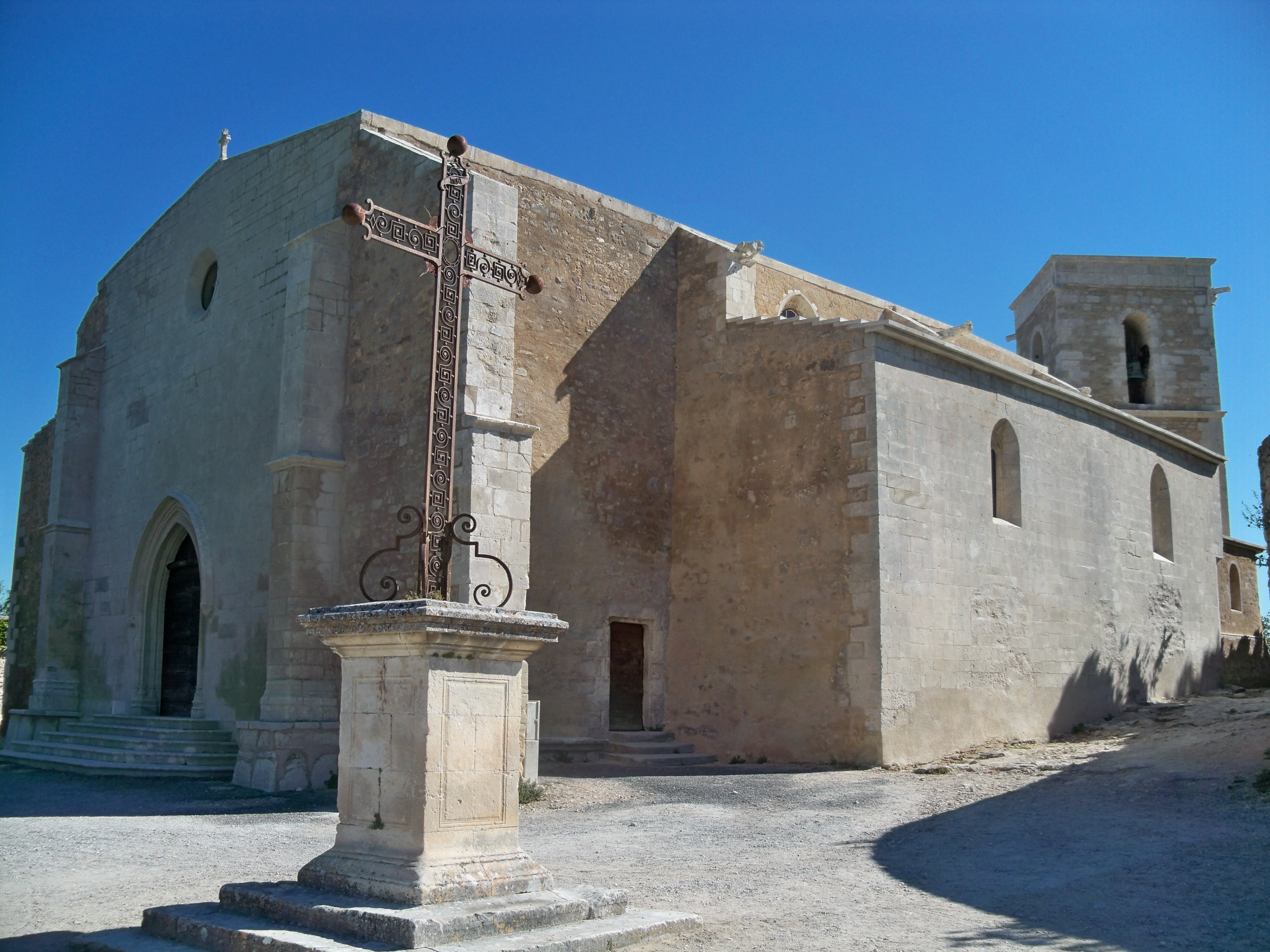
La chiesa di Saint-Luc de Ménerbes

## Gemellata
- Gemellaggio con il paese di Grinzane Cavour